# 보이의 계절
〈보이의 계절〉(일본어: ボーイの季節 보이노키세츠[*])는 일본의 가수 마츠다 세이코의 21번째 싱글로, 1985년 5월 9일 발매되었다.(7" Vinyl: 07SH-1640) 바로 이전 싱글인 〈천사의 윙크〉와 마찬가지로 오자키 아미(尾崎亜美)가 만든 곡이며, 오자키가 이 곡의 작사와 작곡을 모두 했다. B사이드 곡은 〈Caribbean Wind〉이며, 작사는 마츠모토 타카시, 작곡은 오무라 마사아키(大村雅朗)가 맡았다. 두 곡의 편곡자는 모두 오무라 마사아키이다.
싱글에 실린 두 곡 모두 영화의 주제가이다. 우선 〈SWEET MEMORIES〉에서 이미 소개한 것인데, 산토리의 캔맥주 광고는 펭귄이 등장하는 애니메이션이었다. 단순히 바에서 재즈를 부르는 여가수를 보고, 남자 펭귄이 눈물을 흘린다는 것으로 끝나는 내용이다. 이 애니메이션이 주목받음과 동시에, 재즈를 부르는 가수에 대한 의문도 생겨,(이름이 공개되지 않았었다.) 추후 마츠다 세이코임이 밝혀졌을 때 음반 판매량이 반등하는 현상까지 발생한다. 산토리는 광고의 성공 요인에 마츠다 세이코 외에도 펭귄 캐릭터에도 주목하여, 이 캐릭터가 등장하는 극장판 애니메이션을 제작하기에 이른다. 이 작품이 《펭귄즈 메모리: 행복이야기》이며, 〈보이의 계절〉은 여기의 주제가로 사용되었다. 한편 〈Caribbean Wind〉는 마츠다가 주연을 맡은 토호의 영화 《카리브 사랑의 교향곡》의 주제가였는데, 이 영화의 남자 주인공 역을 맡은 배우는 칸다 마사키(神田正輝)로, 이 두사람의 결혼의 계기가 된 작품이기도 하다.
이 곡은 1985년 5월 20일자 오리콘 싱글 차트에서 1위를 기록했으며, 동시에 도쿄방송의 음악 프로그램 《더 베스트텐》과 니혼 TV의 《더 톱텐》에서도 1위를 차지했다. 하지만 〈천사의 윙크〉 문서에서 이미 언급하였듯, 4월에 약혼한 이후 결혼을 계기로 가수와 방송 활동을 중단하였기 때문에, 이 곡을 방송에서 선보이는 것은 매우 드문 일이 되었다.

## 수록곡
| #            | 제목                               | 작사            | 작곡            | 편곡            | 재생 시간 |
| ------------ | ---------------------------------- | --------------- | --------------- | --------------- | --------- |
| 1.           | 〈〈보이의 계절〉〉 (ボーイの季節) | 오자키 아미     | 오자키 아미     | 오무라 마사아키 | 4:38      |
| 2.           | 〈〈Caribbean Wind〉〉             | 마츠모토 타카시 | 오무라 마사아키 | 오무라 마사아키 | 4:09      |
| 총 재생 시간 | 총 재생 시간                       | 총 재생 시간    | 총 재생 시간    | 총 재생 시간    | 8:46      |